# College 11
College 11 foi uma dupla brasileira de música pop fundada na cidade de São Paulo em meados de 2010 pelos integrantes Mayra Arduini e Bruno Martini. Foram descobertos pela Disney graças a um cd demo e são os primeiros artistas da América Latina lançados internacionalmente pela companhia. O álbum auto-intitulado de estreia da dupla foi lançado dia 17 de junho de 2012 nas lojas virtuais iTunes.
Entre suas influências estão Michael Jackson e The Beatles. Já tocaram com grandes bandas internacionais como Cash, 3OH!3 e All Time Low, além de abrirem os shows de Selena Gomez e Demi Lovato.
Com um sucesso estrondoso por onde passaram, seus videoclipes, com as famosas superproduções da Disney, acumularam milhões de visualizações vindas de todo o mundo e 1 milhão de likes no Facebook.

## História

### Formação, álbum de estreia e primeira turnê (2010 - 2012)
Mayra e Bruno se conheceram após uma disputa de bandas, onde ela foi a vencedora. Eles se reuniram para conversar e acabaram compondo quatro canções juntos. O nome da banda, College 11 vem do tempo em que eles se conheceram e estudavam e o recreio era as onze horas da manhã na época. Após gravarem um cd demo, o pai de Martini entregou-o para um produtor americano que trabalhou com o Justin Timberlake e Britney Spears e logo em seguida deu resposta que o jeito musical da banda tinha o estilo da Disney, logo acabaram assinando um contrato com a empresa em 2011. College 11 são os primeiros artistas internacionais da Disney, de origem brasileira e artistas da América Latina lançados internacionalmente pela companhia. A contratação da banda faz parte do projeto 360 Graus, da Disney.
O álbum de estreia auto-intitulado foi lançado primeiramente nas lojas digitais do iTunes para boa parte da América Latina em 17 de julho de 2012 e dia 25 do mesmo mês e ano fisicamente no Brasil. Em 29 de Julho realizaram uma turnê promocional pela América Latina, que começou no Brasil e seguiu pela Argentina, promovendo o lançamento do álbum de estreia.

### Participações em séries da Disney Channel e Fim da dupla (2012 - 2016)
O College 11, se apresentaram em frente ao Castelo do Magic Kingdom, no Walt Disney World em Orlando, nos EUA no dia 10 de dezembro de 2013. A dupla fez um pocket show, executando quatro músicas do CD lançado em julho de 2012 pela Walt Disney Records. O show fez parte da gravação do Especial de Natal do Walt Disney World.
A dupla também teve participações na série Violetta, e em Quando Toca o Sino na última temporada, além de papéis como protagonistas na série do Disney Channel, Que Talento!. Eles também revelaram que a série Que Talento! contará com músicas inéditas da College 11. O segundo álbum contendo as músicas que apareceram na série foi lançado em 2015.
O College 11 encerrou as atividades em 2016. Com o fim da dupla, Mayra e Bruno Martini seguiram carreiras solos, que acabaram resultando em outros trabalhos musicais como a parceria de Bruno para o EP “Voices” de Mayra, onde Bruno realizou a produção de todas as canções.

## Ex-integrantes
- Mayra Arduini - Vocalista (2010 - 2016)
- Bruno Martini - Guitarrista (2010 - 2016)

## Discografia

### Álbuns de estúdio
- 2012 - College 11.
- 2015 - Que Talento! (Músicas da Série de Sucesso do Disney Channel)

### Singles
| Ano  | Single                                      | Paradas     | Paradas        | Álbum                           |
| Ano  | Single                                      | BRA Hot 100 | BRA Hit Parade | Álbum                           |
| ---- | ------------------------------------------- | ----------- | -------------- | ------------------------------- |
| 2011 | "When Loves Comes Around"                   | 85          | —              | College 11                      |
| 2011 | "Go!"                                       | 15          | —              | College 11                      |
| 2012 | "Till the Morning Light"                    | 43          | —              | College 11                      |
| 2012 | "The Bet (feat. Bryan G)"                   | 40          | —              | College 11                      |
| 2012 | "En Mi Mundo (Bilingual Versión) (com TINI) | 25          | —              | Violetta - Cantar Es Lo Que Soy |
| 2014 | "Livin' Out Loud"                           | 80          | —              | Disney Channel Play It Loud     |
| 2014 | "We Got Talent "                            | 80          | —              | Que Talento!                    |

- —: nomeia os singles que não entraram para nenhuma posição na devida Parada

### Singles (Mayra Solo)
| Ano  | Single                                          | Paradas     | Paradas        | Álbum            |
| Ano  | Single                                          | BRA Hot 100 | BRA Hit Parade | Álbum            |
| ---- | ----------------------------------------------- | ----------- | -------------- | ---------------- |
| 2012 | "Em Meu Mundo (En Mi Mundo Portuguese Version)" | 24          | —              | Violetta         |
| 2014 | "Quem Sou (Who i Am Portuguese Version)"        | 90          | —              | The Pirate Fairy |

## Filmografia
| Ano         | Título             | Papel         | Emissora                      | Notas                 |
| ----------- | ------------------ | ------------- | ----------------------------- | --------------------- |
| 2012        | Quando Toca o Sino | Eles Mesmos   | Disney Channel Brasil         | Participação especial |
| 2012        | Violetta           | Eles Mesmos   | Disney Channel América Latina | Participação especial |
| 2014 - 2016 | Que Talento!       | Mayra / Bruno | Disney Channel                | Elenco principal      |

## Prêmios e indicações
| Ano  | Prêmio                  | Categoria           | Indicação  | Resultado |
| ---- | ----------------------- | ------------------- | ---------- | --------- |
| 2012 | Meus Prêmios Nick       | Revelação Musical   | College 11 | Indicado  |
| 2012 | Capricho Awards         | Revelação Nacional  | College 11 | Venceu    |
| 2012 | Prêmio Jovem Brasileiro | Dupla Revelação Pop | College 11 | Venceu    |

## Turnês
| Ano  | Titulo          | Nota                                |
| ---- | --------------- | ----------------------------------- |
| 2012 | College 11 Tour | Turnê Promocional na América Latina |